# Pointe-à-Pitre
Pointe-à-Pitre (Guadeloupe-Kreolisch: Lapwent) ist eine Gemeinde mit 14.855 Einwohnern (Stand 1. Januar 2022) und die größte Stadt im französischen Übersee-Département Guadeloupe. Sie liegt im Westen der Insel Grande-Terre. Sie ist Hauptort und Sitz der Unterpräfektur des Arrondissement Pointe-à-Pitre.
Im Ballungsraum um Pointe-à-Pitre leben fast 100.000 Einwohner, etwa ein Viertel der Bevölkerung Guadeloupes. Der Flughafen Pointe-à-Pitre, der täglich von Paris aus angeflogen wird, ist nach der Gemeinde benannt, obwohl er auf dem Gebiet der Gemeinde Les Abymes liegt.
In einer Rangliste der Städte nach ihrer Lebensqualität belegte Pointe-à-Pitre im Jahre 2018 den 73. Platz unter 231 untersuchten Städten weltweit.
|                       | Jan  | Feb  | Mär  | Apr   | Mai   | Jun   | Jul   | Aug   | Sep   | Okt   | Nov   | Dez   |   |      |
| Mittl. Tagesmax. (°C) | 29,1 | 29,1 | 29,4 | 30,1  | 30,7  | 31,3  | 31,5  | 31,6  | 31,5  | 31,2  | 30,5  | 29,6  | ⌀ | 30,5 |
| Mittl. Tagesmin. (°C) | 19,9 | 19,9 | 20,4 | 21,7  | 23,1  | 23,8  | 23,8  | 23,7  | 23,3  | 22,9  | 22,1  | 20,9  | ⌀ | 22,1 |
|                       |      |      |      |       |       |       |       |       |       |       |       |       |   |      |
| Niederschlag (mm)     | 84,0 | 64,0 | 73,0 | 123,0 | 148,0 | 118,0 | 150,0 | 198,0 | 236,0 | 228,0 | 220,0 | 137,0 | Σ | 1779 |

| 19,9 |

| 19,9 |

| 20,4 |

| 21,7 |

| 23,1 |

| 23,8 |

| 23,8 |

| 23,7 |

| 23,3 |

| 22,9 |

| 22,1 |

| 20,9 |

| 19,9 |

| 19,9 |

| 20,4 |

| 21,7 |

| 23,1 |

| 23,8 |

| 23,8 |

| 23,7 |

| 23,3 |

| 22,9 |

| 22,1 |

| 20,9 |

## Geschichte
Die Stadt wurde 1763 unter dem Namen Morne Renfermé („eingeschlossener Hügel“) gegründet, nachdem Guadeloupe durch den Pariser Frieden wieder von England an Frankreich gefallen war. 1780 wurde die Stadt durch einen Großbrand zerstört. Nach ihrem Wiederaufbau zählte die Stadt rund sechzig Jahre später schon etwa 20.000 Einwohner. Zu diesem Zeitpunkt war die Zuckerindustrie das Hauptgewerbe der Stadt. Zucker wurde in über fünfzig Fabriken, die in und um Pointe-à-Pitre existierten, verarbeitet und war vor allem für den Export nach Frankreich bestimmt.
Am 8. Februar 1843 kam es zu einem verheerenden Erdbeben, das die Stadt fast vollständig zerstörte und dem etwa 6000 Menschen zum Opfer fielen.
Die Gedenkstätte Mémorial ACTe oder Centre caribéen d'expressions et de mémoire de la Traite et de l'Esclavage, das Karibische Zentrum für das Gedenken an Sklavenhandel und Sklaverei, wurde 2015 eröffnet.
| Jahr      | 1967   | 1974   | 1982   | 1990   | 1999   | 2009   |
| --------- | ------ | ------ | ------ | ------ | ------ | ------ |
| Einwohner | 29.522 | 23.889 | 25.310 | 26.029 | 20.931 | 17.017 |

## Städtepartnerschaft
Seit 1973 besteht eine Städtepartnerschaft mit der französischen Stadt Orly.

## Persönlichkeiten
- Roch-Ambroise Auguste Bébian (1789–1839), Lehrer und Schuldirektor in Frankreich
- Roger Fanfant (1900–1966), Jazz-Akkordeonist und Violinist
- Jean Cédile (1908–1984), französischer Offizier und Kolonialbeamter
- Claude Martial (1913–1991), Jazz-Pianist, Gitarrist und Banjospieler
- Al Lirvat (1916–2007), Posaunist, Gitarrist
- Guy Tirolien (1917–1988), französischer Dichter und Erzähler der Négritude
- Maryse Condé (1934–2024), französische Schriftstellerin
- Jacques Cachemire (* 1947), Basketballspieler
- Firmine Richard (* 1947), Schauspielerin
- Jacques Rousseau (1951–2024), Leichtathlet
- Christian Valétudie (* 1952), Leichtathlet
- Joëlle Ursull (* 1960), Sängerin
- Jacques Schwarz-Bart (* 1962), Jazzsaxophonist
- Serge Hélan (* 1964), Dreispringer
- Jim Bilba (* 1968), Basketballspieler
- Patricia Girard (* 1968), Hürdenläuferin
- Laura Flessel-Colovic (* 1971), Fechterin und Sportministerin
- Lilian Thuram (* 1972), Fußballspieler
- Jean-Marc Mormeck (* 1972), Profiboxer
- Clotilde Armand (* 1973), französisch-rumänische Unternehmerin und Politikerin
- Didier Dinart (* 1977), Handballnationalspieler
- Yohann Gène (* 1981), Radrennfahrer
- Laurisa Landre (* 1985), Handballspielerin
- Rodrigue Beaubois (* 1988), Basketballspieler
- Yannick Borel (* 1988), Fechter
- Teddy Riner (* 1989), Judoka
- Jean-Paul Tony Helissey (* 1990), Fechter
- Dimitri Cavaré (* 1995), Fußballspieler
- Cécilia Errin (* 1998), französisch-kongolesische Handballspielerin